# ودویکا
ودویکا (به لاتین: Vedovica) یک منطقهٔ مسکونی در بوسنی و هرزگوین است که در جمهوری صرب بوسنی واقع شده‌است.